# Красноярка (Харьковская область)
Красноярка (укр. Красноярка) — село, 
Лебедевский сельский совет,
Сахновщинский район,
Харьковская область.
Код КОАТУУ — 6324883502. Население по переписи 2001 года составляет 266 (121/145 м/ж) человек.

## Географическое положение
Село Красноярка находится на правом берегу реки Орель,
выше по течению на расстоянии в 0,5 км расположено село Нововладимировка,
ниже по течению на расстоянии в 1 км расположено село Нагорное,
на противоположном берегу — село Лиговка.
Река в этом месте извилиста, образует старицы, лиманы и озёра.

## История
- 1875 — дата основания.

## Достопримечательности
- Братская могила советских воинов. Похоронено 4 воина.